# Marché de Smichov
Le Marché de Smichov (en tchèque : Smíchovská tržnice) est un bâtiment de Prague situé dans le quartier de Prague 5 - Smíchov. Le marché couvert a été construit lorsque Smichov n'était pas encore rattachée à Prague. Il a été conçu par l'architecte Alois Čenský en style Art nouveau et achevé en 1908. Depuis 2003, une succursale de la Bibliothèque municipale est située au 1er étage du bâtiment.

## Description
La société Fanta et Jireš ont fourni une structure de support en fer qui traversait à la fois les murs d'enceinte et l'espace intérieur. L'équipement de refroidissement a été fabriqué par l'atelier d'usinage de Ringhoffer et une autre société de Smichov a contribué au nettoyage des réservoirs.

### Après 1948
À la fin des années 1970, le marché a été transformé en centre commercial. La salle était divisée par un plafond en béton armé et les colonnes en acier d'origine, y compris les chapiteaux, étaient obturées. Le plancher nouvellement créé était séparé des anciennes poutres par un soffite et l'espace était divisé par des cloisons.

### Après 1989
La conversion du bâtiment a été réalisée en 1993 - les plafonds suspendus et les cloisons ont été supprimés, les poutres ont été exposées et les fenêtres ont été remplacées selon la conception originale de l'architecte Čenský. En 2003, les locaux du 1er étage ont été reconstruits pour les besoins de la succursale de la Bibliothèque municipale.

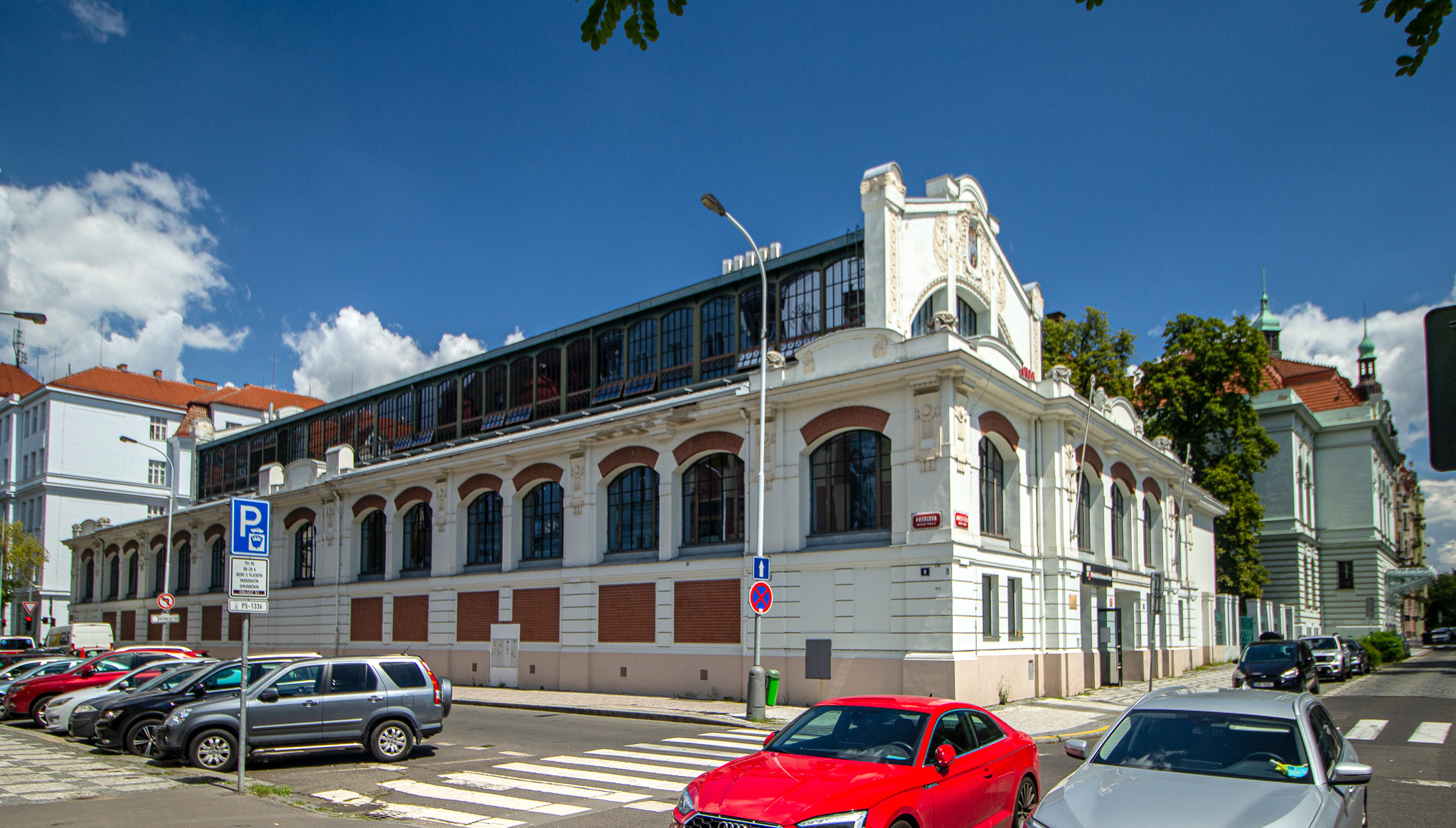
Bâtiment du marché de l'ouest

## Liens
- ARIES, Lukáš, éd. et VALCHÁŘOVÁ, Vladislava, éd. Prague industrielle : bâtiments techniques et architecture industrielle de Prague : un guide. 2., diff. éd. A Prague : Université technique tchèque, ©2007. 303 p.  (ISBN 978-80-01-03586-3)Chapitre 8 : Smíchov, Košíre. P. 163, n° 203.

- Orientační plán hlavního města Prahy s okolím (1938), list č.48. Městská knihovna v Praze.